# Cantón de Craponne-sur-Arzon
El cantón de Craponne-sur-Arzon era una división administrativa francesa, que estaba situada en el departamento de Alto Loira y la región de Auvernia.

## Composición
El cantón estaba formado por ocho comunas:
- Beaune-sur-Arzon
- Chomelix
- Craponne-sur-Arzon
- Jullianges
- Saint-Georges-Lagricol
- Saint-Jean-d'Aubrigoux
- Saint-Julien-d'Ance
- Saint-Victor-sur-Arlanc

## Supresión del cantón de Craponne-sur-Arzon
En aplicación del Decreto nº 2014-162 de 17 de febrero de 2014, el cantón de Craponne-sur-Arzon fue suprimido el 22 de marzo de 2015 y sus 8 comunas pasaron a formar parte del nuevo cantón de Meseta del Alto Velay Granítico.